# Lobobunaea laestrygon
Lobobunaea laestrygon är en fjärilsart som beskrevs av Paul Mabille 1877. Lobobunaea laestrygon ingår i släktet Lobobunaea och familjen påfågelsspinnare. Inga underarter finns listade i Catalogue of Life.